# Moonmadness
Albums de Camel
The Snow Goose
(1975) Rain Dances
(1977)
Moonmadness est le quatrième album studio du groupe de rock progressif britannique Camel. C'est aussi le dernier à présenter la composition originale du groupe (Latimer, Bardens, Ferguson, Ward). Après le succès de The Snow Goose en 1975, le groupe a de nouveau ajouté le chant à sa musique.
L'album a un thème général, tout comme le précédent, mais ne suit pas de scénario, car il est principalement basé sur les membres du groupe eux-mêmes. Comme indiqué dans le livret du CD : « Dans l’ensemble, les pistes constituant l’album ont été conçues comme un concept vague reposant sur les personnalités individuelles qui composaient Camel ; Air Born à propos d'Andrew Latimer, Lunar Sea à propos d'Andy Ward, Chord Change à propos de Peter Bardens et Another Night à propos de Doug Ferguson. » La couverture a été conçue par Field.
La dernière chanson de l'album, Lunar Sea, se termine par un effet de vent d'une durée d'une minute. Sur certaines versions du disque à l'époque du vinyle, le disque sautait à la fin de cette partie et revenait naturellement au début de l'effet, le jouant sans fin (effet terminal groove).
Il a été élu n° 58 dans le Top 100 des albums de rock progressif de tous les temps par les lecteurs du magazine Prog en 2014.
Camel a interprété l'album dans son intégralité lors d'une tournée en 2018, pour laquelle il y eut une réédition en vinyle limitée à 1000 exemplaires.

## Titres
Tous les titres écrits par Andrew Latimer et Peter Bardens sauf lorsque indiqué.
1. Aristillus (Latimer) – 1:56
2. Song Within a Song – 7:14
3. Chord Change – 6:44
4. Spirit of the Water (Bardens) – 2:07
5. Another Night (Latimer, Bardens, Doug Ferguson, Andy Ward) – 6:57
6. Air Born – 5:01
7. Lunar Sea – 9:10

## Pièces bonus sur la réédition 2002
- 8. Another Night (version Single) 3:22
- 9. Spirit of the Water (démo) 2:13
- 10. Song Within a Song (enregistré live au Hammersmith Odeon, 14 avril 1976) 7:11
- 11. Lunar Sea (enregistré live au Hammersmith Odeon, 14 avril 1976) 9:51
- 12. Preparation/Dunkirk (enregistré live au Hammersmith Odeon, 14 avril 1976) 9:32

## Musiciens
- Andrew Latimer : guitare, flûte, chant sur Another Night et Air Born
- Peter Bardens : claviers, chant sur Spirit of the Water
- Doug Ferguson : basse, chant sur Song Within a Song
- Andy Ward : batterie, percussions, voix sur Aristillus